# Diduo (köpinghuvudort i Kina, Jiangsu Sheng, lat 32,86, long 120,08)
Diduo är en köpinghuvudort i Kina. Den ligger i provinsen Jiangsu, i den östra delen av landet, omkring 150 kilometer nordost om provinshuvudstaden Nanjing. Antalet invånare är 34 488. Befolkningen består av 16 771 kvinnor och 17 717 män. Barn under 15 år utgör 12,0 %, vuxna 15-64 år 70 %, och äldre över 65 år 16,0 %.
Runt Diduo är det tätbefolkat, med 591 invånare per kvadratkilometer. Närmaste större samhälle är Dainan, 16,2 km söder om Diduo. Trakten runt Diduo består till största delen av jordbruksmark.
Genomsnittlig årsnederbörd är 1 148 millimeter. Den regnigaste månaden är juli, med i genomsnitt 241 mm nederbörd, och den torraste är januari, med 30 mm nederbörd.